# Puput comuna
La o el puput (popularment també putput o paput en diversos dialectes d'arreu) o la palput (o popularment també apalput, apaput, polput, porput en la parla valenciana) (Upupa epops) és un ocell de la família dels upúpids, i de l'ordre dels bucerotiformes, present a Europa (llevat d'Escandinàvia) i Àsia (fins al nord-est de l'Índia), i hiverna a Àfrica, sud d'Àsia i alguns indrets del sud d'Europa. És comuna als Països Catalans.

## Morfologia
Fa de 25 a 29 cm de llargària. D'aspecte inconfusible, és de color marró rosat amb les ales i la cua ratllades de blanc i negre. La part inferior és de color groc terrós amb taques negres al ventre. El bec és prim, una mica corbat i molt llarg. Té un floc de plomes erèctils o cresta d'uns cinc o sis centímetres de llargada, amb les puntes negres, que pot obrir i tancar. Sovint, després d'aterrar, l'obre i la torna a tancar de seguida. La cua és negra amb una ampla ratlla blanca cap al terç final i una marca blanca a l'arrel. També n'és característic el vol ondulat.

## Distribució i hàbitat

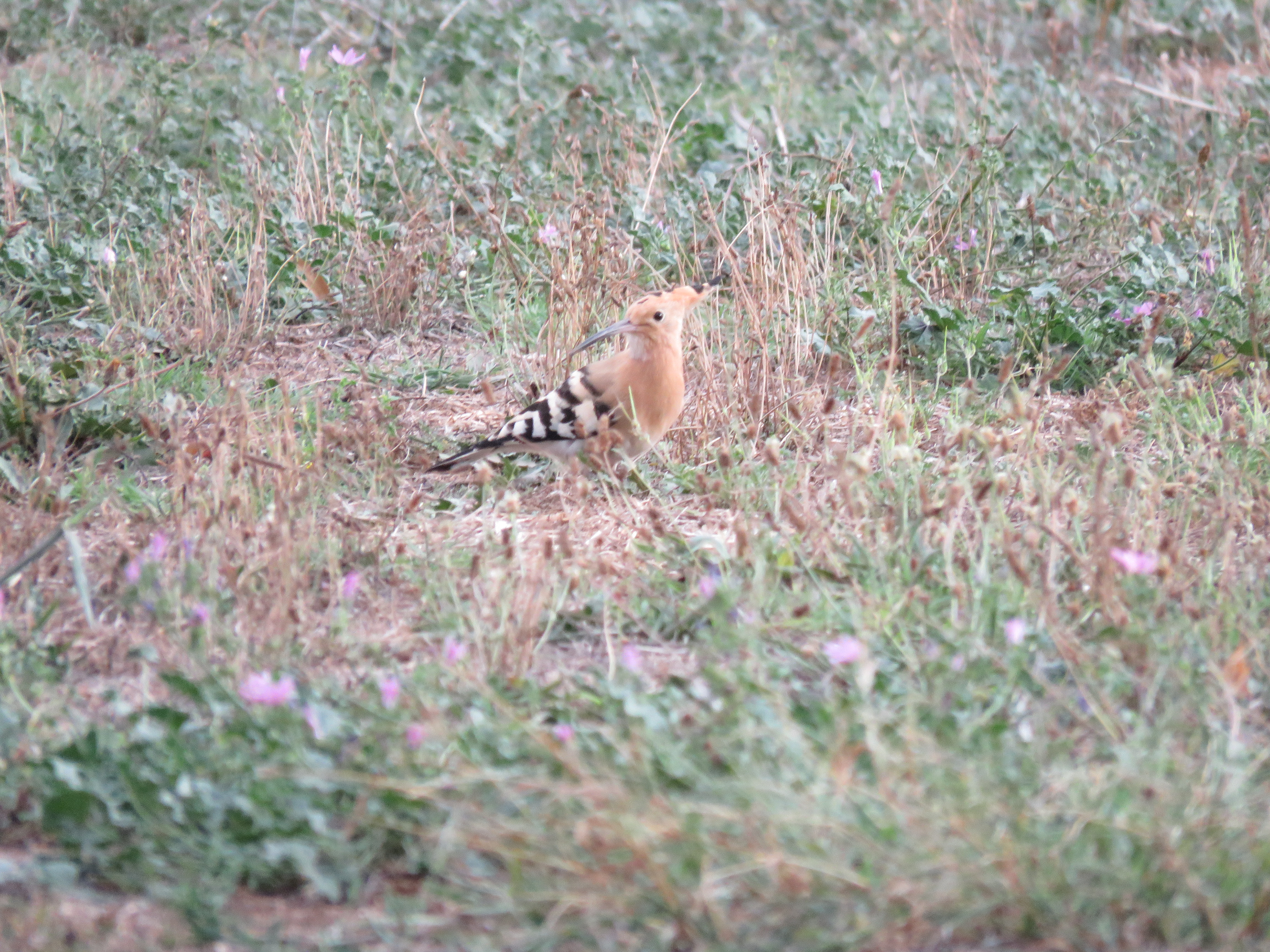
Puput buscant insectes entre l'herba.

Les puputs són pròpies d'Europa, Àsia i Àfrica, excepte Madagascar, on hi ha una espècie pròpia, la Upupa marginata (considerada per alguns autors només una subespècie més d'U. epops). És una espècie migratòria a les regions septentrionals de la seva àrea de distribució i resident o parcialment migratòria a les altres regions. La major part de les que migren d'Europa probablement hivernen a l'Àfrica al sud del Sàhara, en canvi, les poblacions del centre i est de Sibèria migren a l'Àsia meridional.
Habiten en regions seques, i es troben en boscos clars, zones de fruiters, vinyes i camps cultivats amb arbredes.

## Ecologia
Viu en zones obertes, horts i boscos. Defuig l'alta muntanya i les zones muntanyenques de bona part de la Catalunya humida. Menja llagostos, formigues, grills, erugues, aranyes, cucs de terra i larves d'insectes.
Fa el niu en forats d'arbres vells o de murs o cases enrunades. El niu és molt senzill, fet amb només algunes herbes o branquetes. La femella pon entre 5-7 ous i els incuba durant uns 16-19 dies. Els polls comencen a volar al cap d'unes 4 setmanes. A mesura que els pollets creixen, el niu s'omple d'excrements i fa molta pudor.
El seu cant és molt fàcil d'identificar, ja que fa "pu-pu-put" i el repeteix moltes vegades des de terra.
Acostuma a menjar a terra, caminant tranquil·lament d'un lloc a l'altre mentre va picotejant. A la tardor, emigra cap al nord i centre d'Àfrica, i retorna al febrer següent, tot i que als Països Catalans també se'n troba un contingent hivernant que està creixent. Tot i que les seues poblacions són elevades, s'ha observat en els darrers anys una disminució deguda, probablement, a la reducció de zones agrícoles de secà. També és una espècie que es veu afectada per l'ús generalitzat d'insecticides i pesticides.

## Característiques

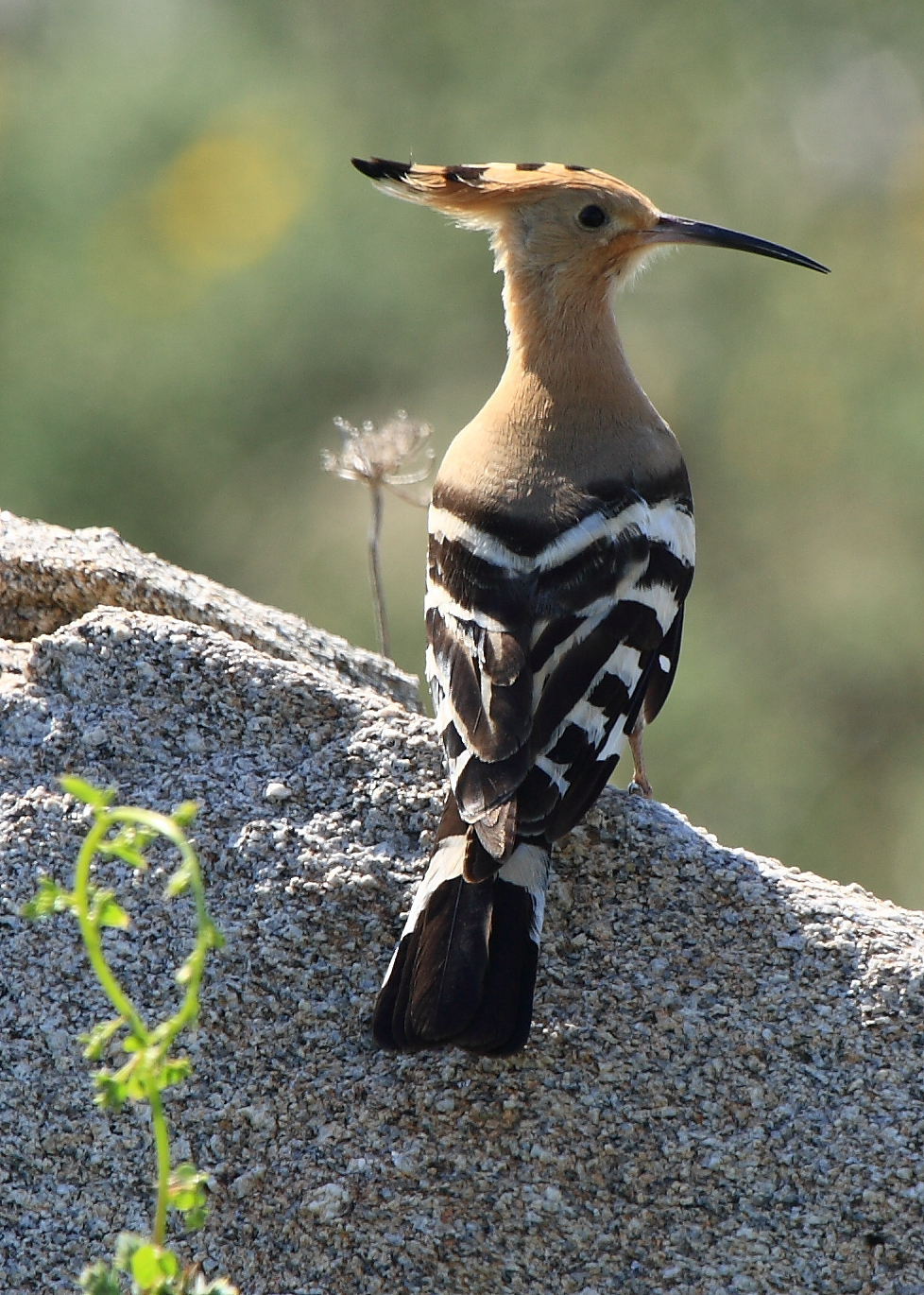
Puput d'esquena.

El seu plomatge pot variar des d'un marró rosat a un color canyella fosc o rogenc, amb les ales i la cua llistades de blanc i negre. A la seva testa hi ha un plomall de plomes erèctils com un ventall, però gairebé sempre el manté tancat. Mesuren de 25 a 29 cm de llarg, amb 44 a 48 cm d'envergadura d'ales. Són inconfusibles, especialment pel seu vol erràtic, que és com el d'una papallona gegant.
Camina per terra com un estornell. El seu cant és una reclamació buida i habitualment trisil·làbica "up-up-up", que és l'origen del seu nom científic. Les femelles mentre estan al niu i els pollets tenen una olor peculiar i desagradable.
S'alimenten introduint el seu llarg bec a terra tova o en excrements d'animals a la recerca d'insectes i les seves larves, tot i que prefereixen menjar grills i escarabats de gran mida. És un depredador natural de la Processionària del pi.
Sol nidificar en buits d'arbres vells, cavitats d'edificis, esquerdes entre les roques i munts de pedres. Com el del seu parent el blauet, el seu niu acostuma a contenir grans quantitats d'excrements i fa una olor molt forta, la qual cosa li serveix de protecció contra els depredadors. Les puputs femella que nien, quan s'espanten per un intrús, expulsen una petita gota d'una secreció oliosa pestilent que produeixen en una glàndula situada a la base de la cua. Aquesta secreció té aquestes propietats a causa dels bacteris simbionts que creixen a la glàndula i que proporcionen a l'ocell defenses davant de possibles patògens. Les femelles impregnen el seu cos amb aquesta secreció fosca amb freqüència, però a més recobreixen voluntàriament els ous amb ella untant-los amb el bec, la qual cosa augmenta el seu èxit d'eclosió.
Una de les característiques de la seva alimentació és la ingesta de cucs de la processionària, en estat de crisàlide, per això és una espècie essencial a les zones de pinars.

## Reproducció

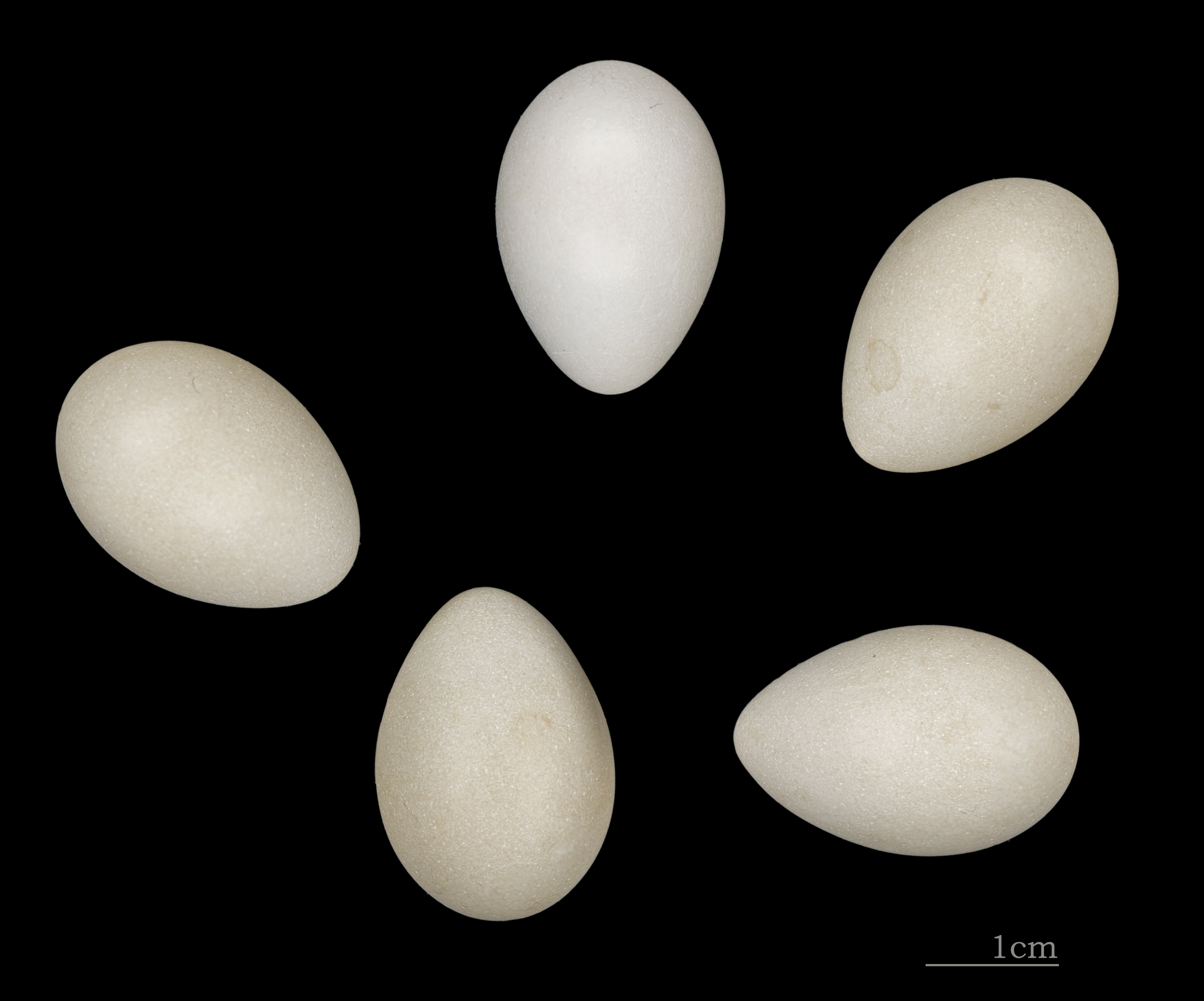
Ous de puput comuna

Ambdós sexes són semblants, mentre que les cries tenen colors més apagats. Instal·la el seu niu al buit dels arbres, en murs, en graners, en teulades, etc. La femella incuba, romanent al niu des del començament de la posta i és alimentada pel mascle. Les closques dels ous tenen petits cràters que serveixen per retenir la secreció uropigial de la femella a la seva superfície, la qual cosa fa que canviïn de color, passant de blavós a marró al llarg de la incubació.
Els pollets poden romandre al niu 28 dies i són alimentats amb insectes, al principi només amb aliment aportat pel mascle i després per ambdós pares.

## Subespècies
| Subespècie                                    | Distribució geogràfica | Observacions                   |
| --------------------------------------------- | --- | ------------------------------ |
| Upupa epops africana (Bechstein, 1811)        | Des de la República Democràtica del Congo fins a Kenya i Sud-àfrica. | Estatus de subespècie discutit |
| Upupa epops ceylonensis (Reichenbach, 1853)   | Pakistan, l'Índia i Sri Lanka. |                                |
| Upupa epops epops (Linnaeus, 1758).           | Nord-oest d'Àfrica (incloent-hi les Illes Canàries) i des d'Europa fins a riu Ienissei, la Xina (Sinkiang) i el nord-oest de l'Índia. És la subespècie que es troba als Països Catalans. |                                |
| Upupa epops longirostris (Jerdon, 1862)       | Des d'Assam i Bangladesh fins al sud de la Xina, el nord de la península de Malaca i Indoxina.                                                                                           |                                |
| Upupa epops major (A.E. Brehm, 1855).         | Egipte, el nord del Sudan i l'est del Txad. |                                |
| Upupa epops marginata (Cabanis & Heine, 1859) | És un endemisme de Madagascar. | Estatus de subespècie discutit |
| Upupa epops saturata (Lönnberg, 1909).        | Des de l'est del riu Ienissei fins al Japó, la Xina central i el Tibet. |                                |
| Upupa epops senegalensis (Swainson, 1837).    | Sud d'Algèria i des del Senegal fins a Etiòpia i Somàlia. |                                |
| Upupa epops waibeli (Reichenow, 1913).        | Des del Camerun i el nord de la República Democràtica del Congo fins a Uganda i Kenya.                                                                                                   |                                |

## Estat de conservació
La puput eurasiàtica està inclosa a la llista d'espècies de "menor preocupació" de la UICN. Malgrat això, l'espècie està en continu declivi segons l'organització des de 2008, sent les causes la pèrdua d'hàbitat i la caça excessiva.
A Europa, la puput sembla tenir una població estable, tot i que està amenaçada a diverses regions. L'au es considera extinta a Suècia i "necessita conservació activa" a Polònia. L'espècie s'ha recuperat i estabilitzat a Suïssa, no obstant això, l'espècie continua sent vulnerable.

## La puput a la cultura

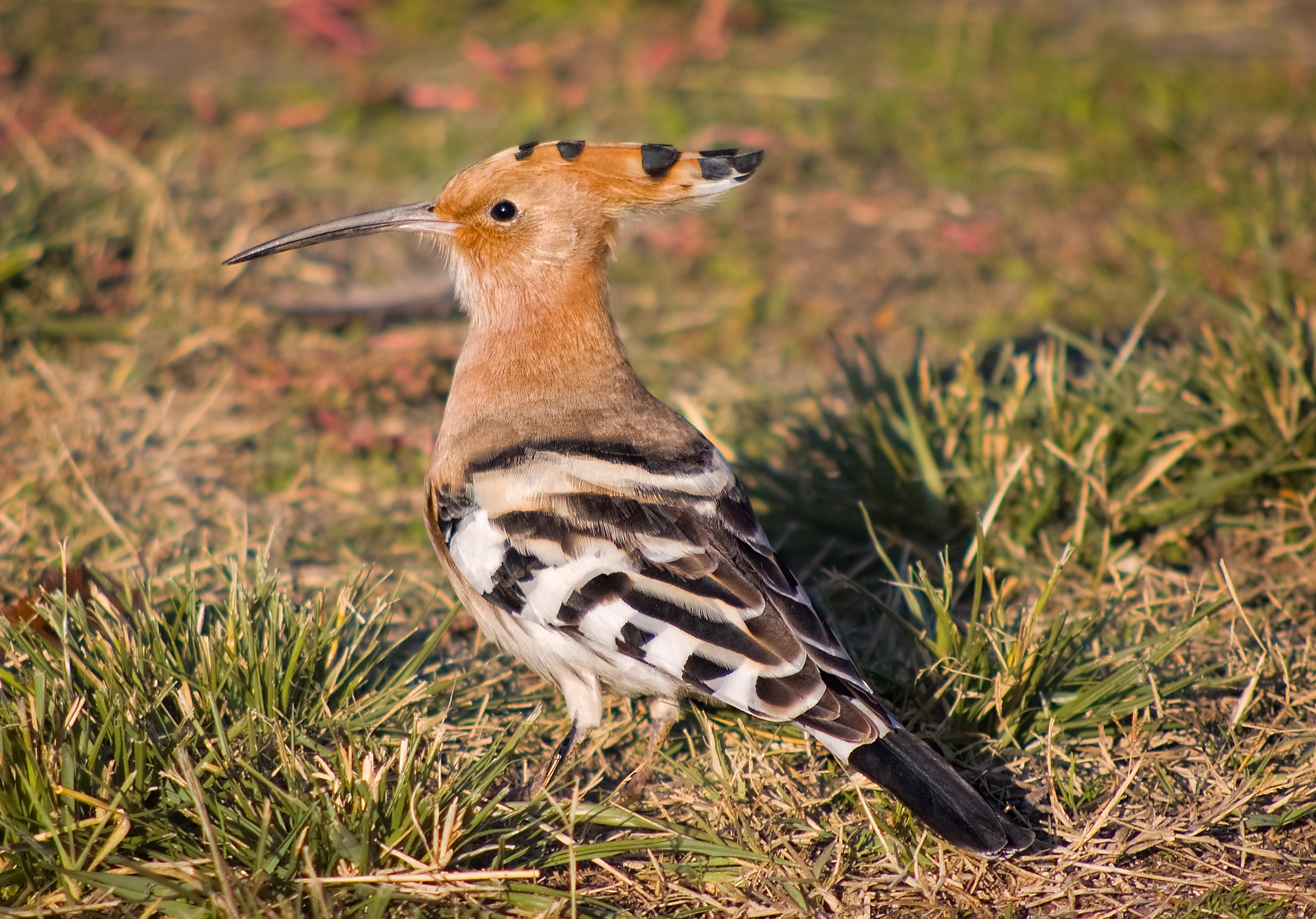
Puput

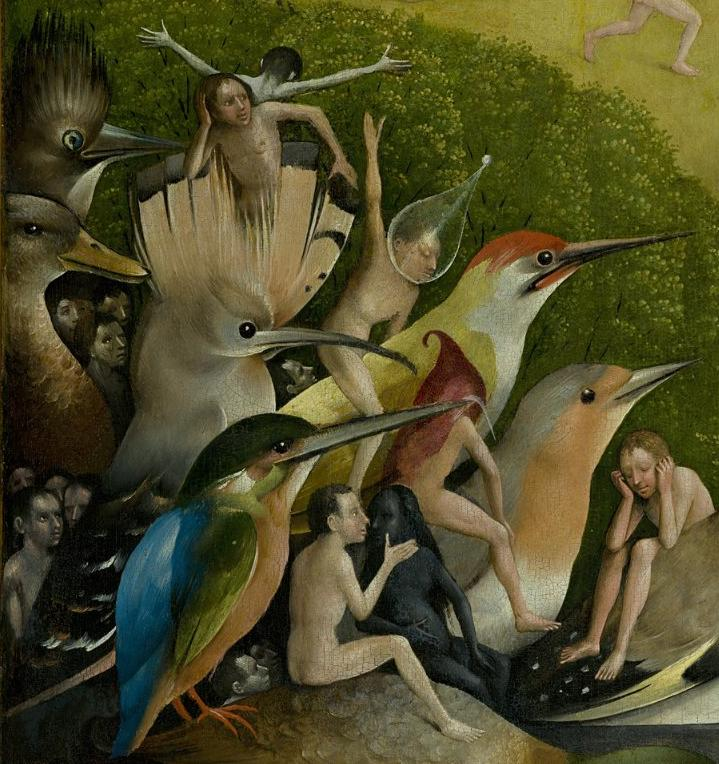
El jardí de les delícies, detall. La puput és a l'esquerra.

- La dieta de la puput eurasiàtica inclou moltes espècies considerades per l'home com a plagues, com les pupes de la processionària del pi, una plaga forestal perjudicial.[43] Per aquesta raó, l'espècie està protegida per la llei a molts països.[44]

- Les puputs són aus distintives i han tingut un impacte cultural en gran part de la seva àrea de distribució. Eren considerades sagrades a l'antic Egipte, i es representaven a les parets de les tombes i els temples. Durant l'Imperi Antic, la puput s'utilitzava en la iconografia com a codi simbòlic per indicar que el nen era l'hereu i successor del seu pare.[45] Van aconseguir un prestigi similar a la Creta minoica.[46]

- La seva dieta i la seva fetor deuen haver estat algunes de les raons per les quals la puput s'inclou a l'Antic Testament a la llista d'aus no netes (veure Levític 11:19 i Deuteronomi 14:18).

- En una Hagadà del judaisme, es refereix a la puput com a custodi per ordre de l'àngel Rahab (dimoni) d'una criatura que es tractaria d'un cuc de Shamir,[47] que tindria l'habilitat de perforar les pedres més dures i hauria estat utilitzat pel rei Salomó per construir el Temple de Jerusalem.

- La puput apareix a la mitologia romana. D'acord amb Ovidi, Tereu transformat en una puput persegueix la seva dona Procne per venjar la mort d'Itis, el seu fill en comú que ella ha assassinat per despit. A la mitologia grega la puput apareix com a personatge principal a la comèdia Aus d'Aristòfanes.

- A l'islam, la puput s'associa amb el rei Salomó (el profeta Suleiman per als musulmans), qui parla amb els animals; ella li explica sobre la Reina de Sabà i el seu magnífic regne (Alcorà 27:20-28).

- A la poesia clàssica xinesa, la puput es descriu com un missatger celestial que sovint porta notícies sobre l'arribada de la primavera. La puput és considerada de bon auguri a la Xina gràcies a la seva bellesa única.

- D'altra banda, la paraula dupe, que en francès i en anglès significa 'aquell que és fàcilment enganyable', o 'enganyar', prové del nom de la puput en un dialecte del francès. S'aplica a les persones poc intel·ligents, tal com es considerava aquesta au.

- La puput és la figura central a La Conferència dels ocells, una de les obres principals de la literatura sufí.

- Els habitants de Les Useres a Castelló, reben el sobrenom de «paputs» per una antiga llegenda.

- En el diàleg inicial del De umbris idearum de Giordano Bruno, un dels personatges recomana fer servir una llengua de puput per obtenir una memòria portentosa.

- Tenint en compte que en castellà s'anomenen "abubillas" a les puputs:
  - Els habitants de Lantziego a Àlaba, reben el sobrenom de «bubillos» per una antiga llegenda.
  - Els habitants de Palazuelos reben el sobrenom de «bubillos» per l'abundància d'aquesta au al seu terme.
  - Les dones de Celadilla-Sotobrín de Burgos reben el sobrenom de «bubulillas».

## Galeria

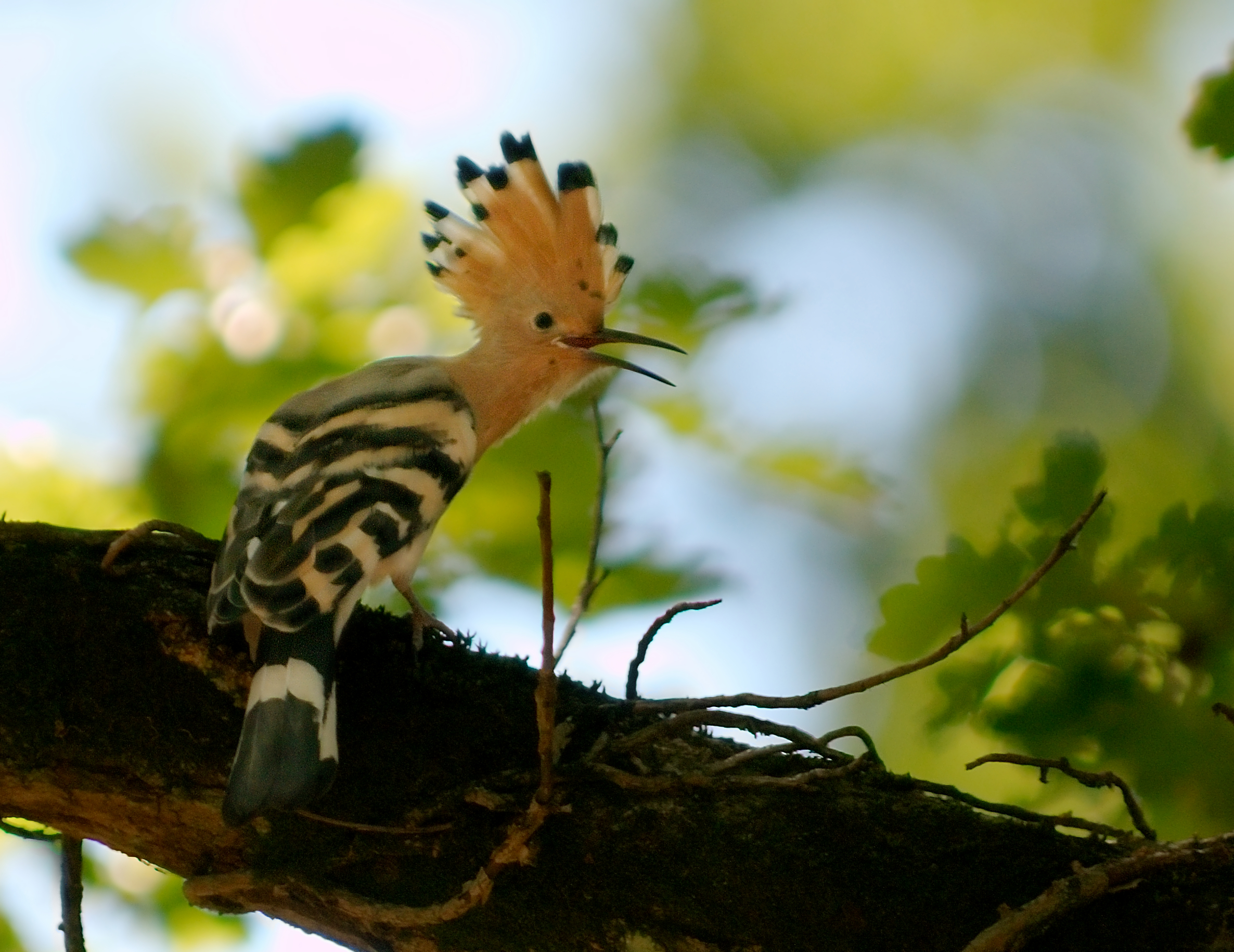
Puput a sobre d´un arbre
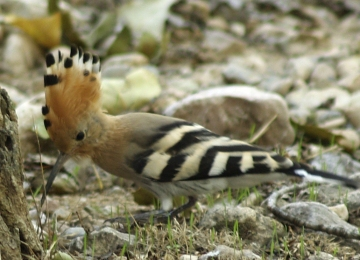
Puput cercant menjar
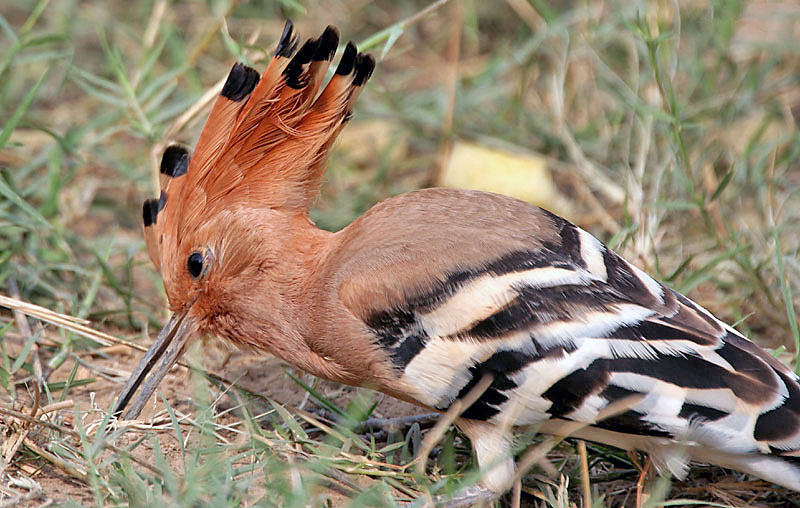
Exemplar de l'Índia
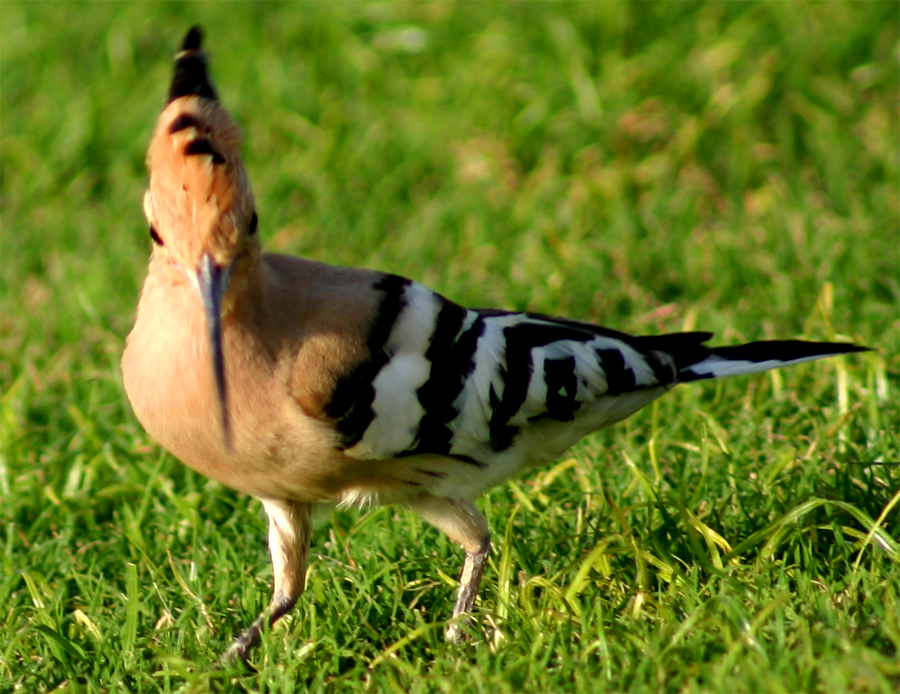
Mirant
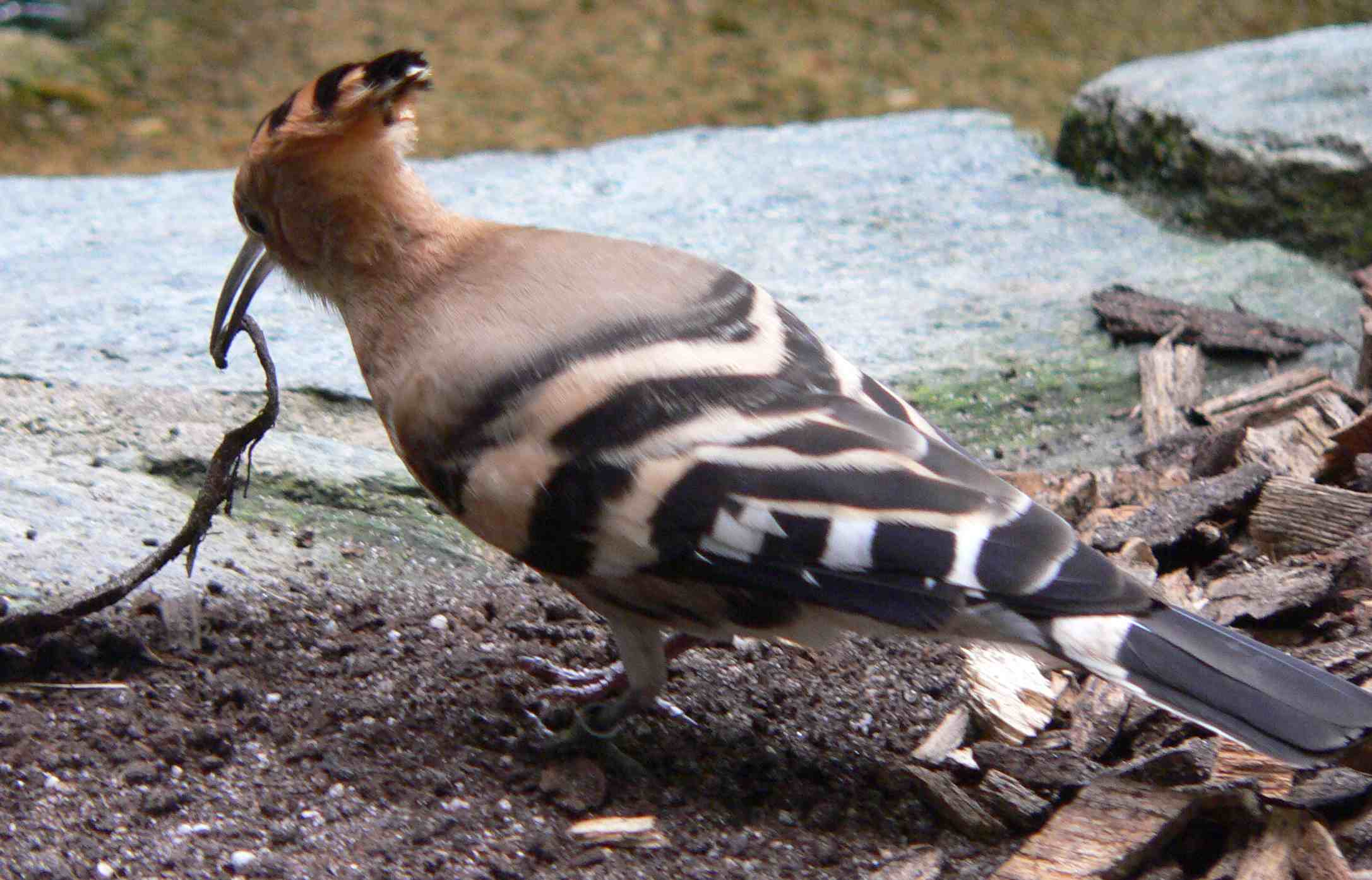
Menjant
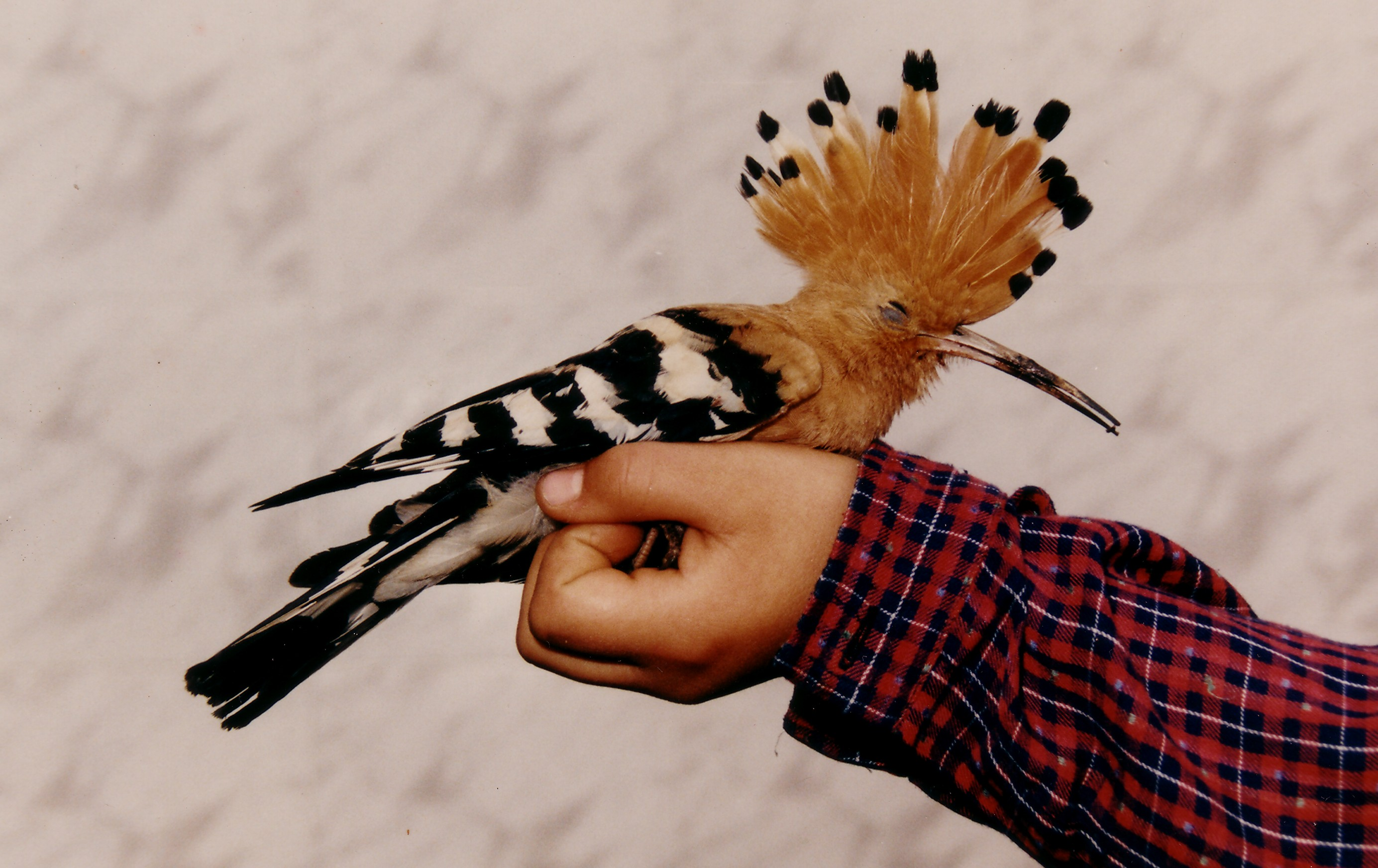
A sobre d'un humà